# George Baker (auteur)
Pour les articles homonymes, voir George Baker et Baker.
George Baker (1915-1975) est un auteur de bande dessinée et animateur américain.
Il a travaillé pour Walt Disney de 1937 à 1941 avant d'être mobilisé dans l'armée américaine. Rapidement, l'hebdomadaire des soldats Yank publie son comic strip humoristique muet The Sad Sack, diffusé dans les quotidiens généralistes à partir de 1944 par Bell Syndicate. Il anime cette série à succès jusqu'à sa mort, développant tout un merchandising.